# Cappsia bourquini
Cappsia bourquini är en fjärilsart som beskrevs av José A. Pastrana 1953. Cappsia bourquini ingår i släktet Cappsia och familjen mott. Inga underarter finns listade i Catalogue of Life.